# 王润 (1963年)
王润（1963年5月—），山西临猗人，汉族，中车长客股份公司党委书记、董事长，中国共产党党员。第十三届全国人民代表大会吉林地区代表。

## 生平
2018年2月24日，当选为第十三届全国人大代表。